# Marcià de Pamplona
Marcià de Pamplona o Marcial (Navarra, mitjan segle vii - Pamplona, 714) fou un bisbe de Pamplona, l'últim abans de la invasió musulmana. En alguns santorals antics apareix com a sant, però sembla que aquesta veneració es dona per una confessió amb sant Marçal de Llemotges.

Només se'n sap que en 693 consta com a bisbe de Pamplona, successor d'Atilà, ja que figura a les actes del XVI Concili de Toledo, tot i que no hi assistí, ja que hi ha com a representant seu el diaca Vincomal.

En alguns inventaris de relíquies del monestir de Leire consten unes de Sant Marcial, probablement Marçal de Llemotges. A partir d'aquest fet, es pensà, per la similitud del nom, que les relíquies eren d'algun Marcial vinculat al monestir i es pensà que corresponien al bisbe de Pamplona. La que acabà essent tradició, explicava la presència de les relíquies dient que el bisbe fou martiritzat en 714 pels musulmans que conqueriren la ciutat, i que llavors les seves restes foren portades al monestir de Leire, on hauria estat monjo. Es pensà que llavors també hauria començat a ésser venerat com a sant, tenint una especial devoció per part dels reis de Navarra.
En realitat, no hi ha cap tradició de culte a Marcià, ni tan sols a la diòcesi de Pamplona, i no ha figurat mai en els santorals del bisbat. El fet que la festa, en els santorals que el citen, sigui el 30 de juny, dia de la festa del sant de Llemotges, és un indici més que es tracta d'una confusió entre els dos bisbes, originant una duplicació de personalitat hagiogràfica. En aquest cas, però, no es tracta tant de la invenció d'un personatge inexistent, sinó de l'atribució a una persona real dels atributs d'una altra.